# Zaberfeld
Zaberfeld ist eine Gemeinde im Landkreis Heilbronn im nördlichen Baden-Württemberg. Sie gehört zur Region Heilbronn-Franken und zur äußeren Metropolregion Stuttgart.

## Geographie

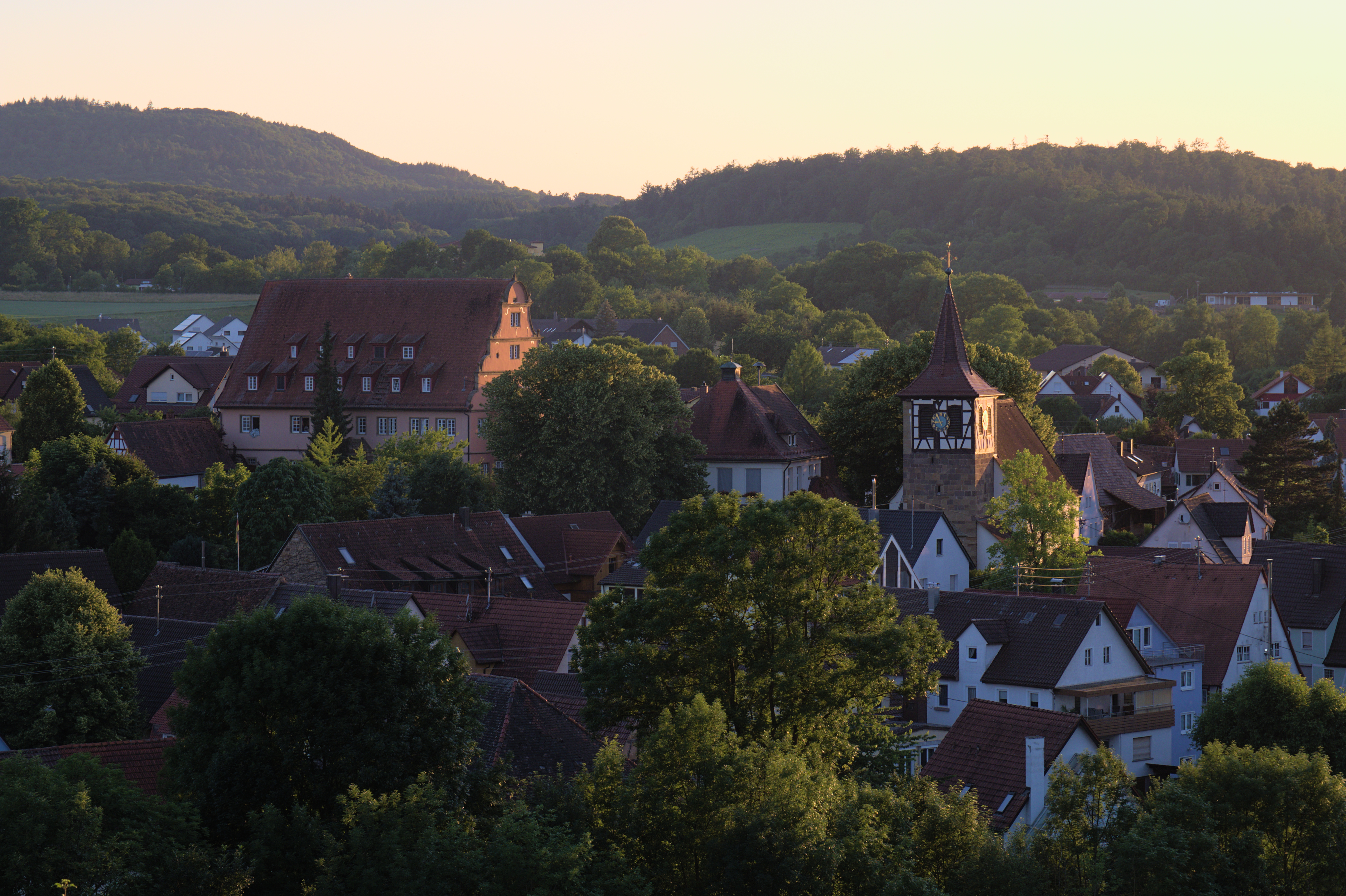
Blick auf Zaberfeld vom Spitzenberg

### Geographische Lage
Zaberfeld liegt im Zabergäu im südwestlichen Teil des Landkreises Heilbronn am Fluss Zaber, der im südlich des Ortsteils Zaberfeld gelegenen Stromberg entspringt.

### Nachbargemeinden
Nachbarstädte und -gemeinden Zaberfelds sind (im Uhrzeigersinn, beginnend im Norden): Eppingen, Pfaffenhofen (beide Landkreis Heilbronn), Sachsenheim (Landkreis Ludwigsburg), Sternenfels (Enzkreis), Kürnbach und Sulzfeld (beide Landkreis Karlsruhe). Zusammen mit Güglingen und Pfaffenhofen bildet Zaberfeld den Gemeindeverwaltungsverband „Oberes Zabergäu“ mit Sitz in Güglingen.

### Gemeindegliederung
Zaberfeld besteht aus den Ortsteilen Zaberfeld, Leonbronn, Michelbach und Ochsenburg. Zu Zaberfeld gehört noch der Wohnplatz Reisenmühle, zu Ochsenburg der Weiler Riesenhof. Auf der Markung Zaberfeld befanden sich die abgegangenen, also nicht mehr bestehenden Orte Mörderhausen, Muttersbach und Ramsbach.
| Ortsteil       | Einwohner | Fläche (ha) | Bevölkerungsdichte (Einwohner/km²) |
| -------------- | --------- | ----------- | ---------------------------------- |
| Zaberfeld      | 2077      | 866         | 239,8                              |
| Leonbronn      | 742       | 573         | 129,5                              |
| Michelbach     | 741       | 308         | 240,6                              |
| Ochsenburg     | 639       | 471         | 135,7                              |
| Gesamtgemeinde | 4199      | 2218        | 216,4                              |

### Flächenaufteilung
Nach Daten des Statistischen Landesamtes, Stand 2014.

### Schutzgebiete in Natur und Landschaft

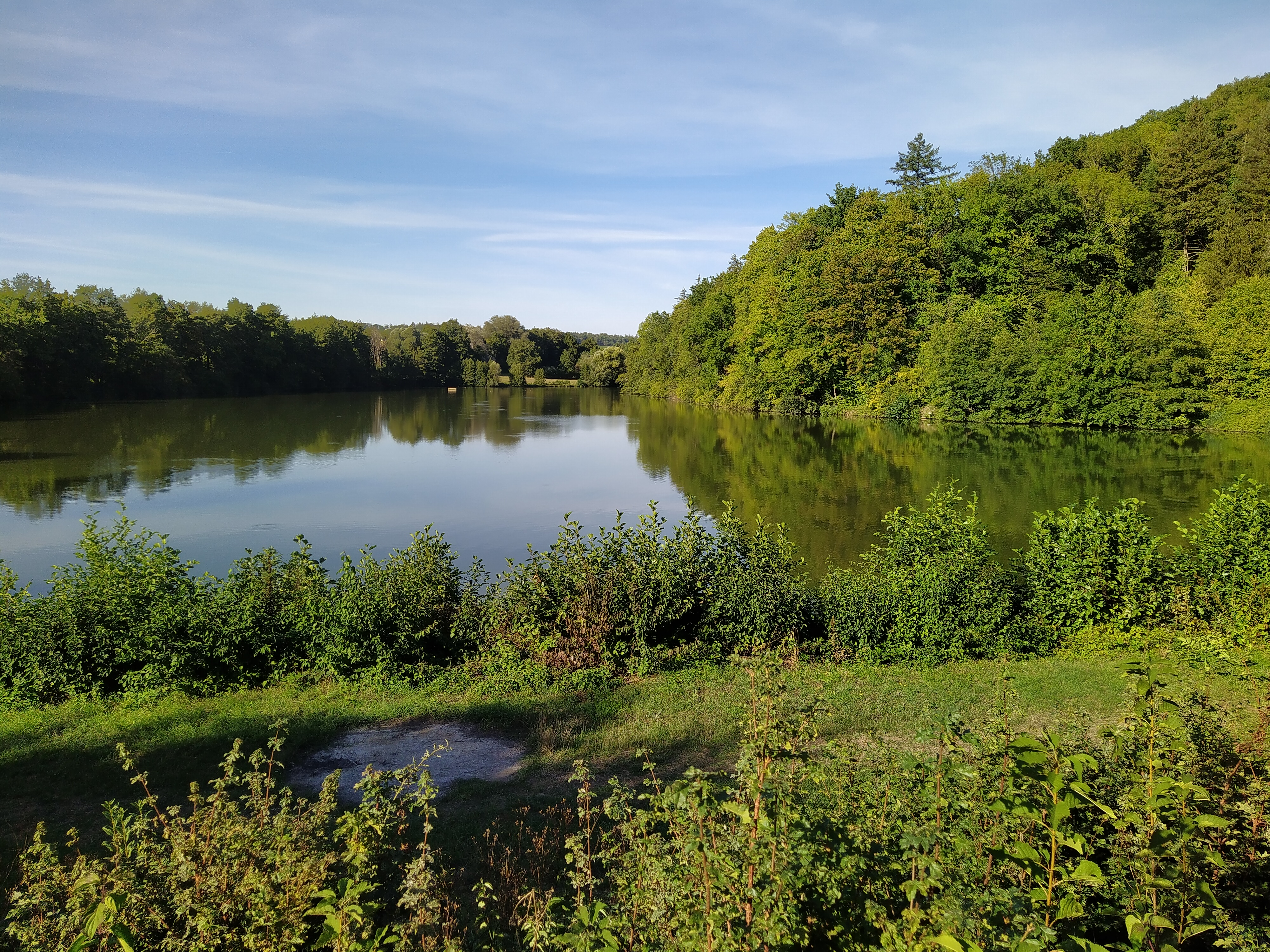
Naturschutzgebiet Spitzenberg-Michelbach-Baiershälde

Zaberfeld liegt mit seinem gesamten Gemeindegebiet innerhalb des Naturparks Stromberg-Heuchelberg und beheimatet das Naturparkzentrum am Stausee Ehmetsklinge. Ein Naturschutzgebiet liegt nordöstlich der Zaberfelder Ortschaft; das Gebiet Spitzenberg-Michelbach-Baiershälde umfasst mit einer Größe von fast 46 ha Teile des Spitzenbergs sowie den nördlich davon liegenden Stausee komplett. Große Teile des Zaberfelder Gemeindegebiets außerhalb der besiedelten Fläche sind als Landschaftsschutzgebiet Oberes Zabergäu zwischen Zaberfeld-Ochsenburg und Pfaffenhofen-Weiler in Zaberfeld und Pfaffenhofen geschützt. Des Weiteren gibt es mehrere Naturdenkmale in Zaberfeld.

## Geschichte

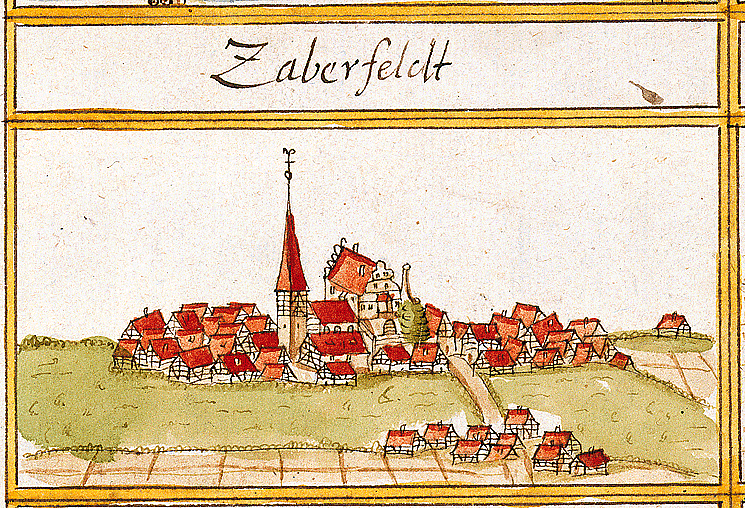
Zaberfeld in den Forstlagerbüchern Andreas Kiesers (1684)

### Zaberfeld
Zaberfeld wurde vermutlich um das Jahr 1000 gegründet. Während der Zeit der Stammesherzogtümer lag der Ort im Herzogtum Franken. 1321 kam der Ort von den Herren von Magenheim an Baden. 1355 kam Zaberfeld unter württembergische Oberhoheit und wurde 1749 endgültig württembergisch. 1390 bis 1749 hatten die Herren von Sternenfels den Ort als württembergisches Lehen inne. Nach der Gründung des Königreichs Württemberg gehörte Zaberfeld von 1807 bis 1810 zum Oberamt Güglingen, ab 1810 bis 1938 zum Oberamt Brackenheim, dann nach dessen Auflösung während der NS-Zeit in Württemberg zum Landkreis Heilbronn. 1939 wurden 830 Einwohner gezählt, Ende 1945 waren es 926.
1945 bis 1952 war Zaberfeld wie auch der gesamte Landkreis Heilbronn dem Land Württemberg-Baden zugeordnet. Dieses Land war 1945 in der Amerikanischen Besatzungszone gegründet worden. 1952 gelangte die Gemeinde Zaberfeld zum neuen Bundesland Baden-Württemberg.

### Ortsteile
Michelbach wurde 1276 erstmals in einer Urkunde erwähnt. 1356 kam es unter württembergische Oberhoheit und wurde 1749 endgültig württembergisch. 1970 vereinigte sich Michelbach mit Zaberfeld.
Ochsenburg, 1231 erstmals in einer Urkunde erwähnt, entstand als Siedlung zu einer mittelalterlichen Burg und hatte bis 1807 Stadtrechte. Nach Abbruch der Burg zu Beginn des 19. Jahrhunderts wurde der Ortsname kurzzeitig in Ochsenberg geändert. Der Namenswechsel wurde auf Wunsch der Gemeinde aber wieder rückgängig gemacht.
Leonbronn wird als „Lincbrunnen“ 1289 erstmals erwähnt. 1971 bildete es zusammen mit Ochsenburg die neue Gemeinde Burgbronn, die aber schon 1975 in Zaberfeld aufging.

### 20. und 21. Jahrhundert

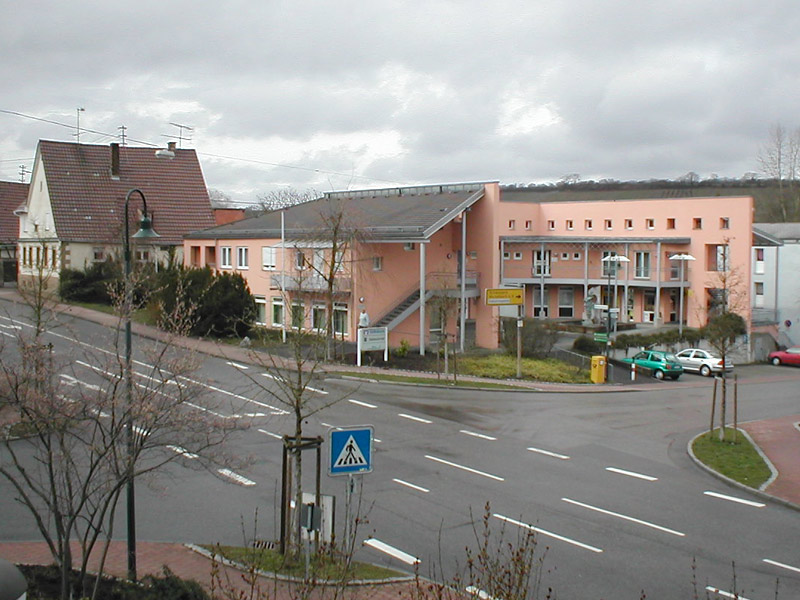
Das Löweneck bildet seit 1993 die neue Ortsmitte

Seit 1993 fanden in der Ortsmitte von Zaberfeld umfangreiche Umgestaltungs- und Sanierungsmaßnahmen statt, die mit der Stilllegung der seit 1901 verkehrenden und den Ort durchquerenden Zabergäubahn im Jahr 1995 einhergingen. Den neuen Ortskern bildet seit 1993 das unterhalb von Kirche und Schloss gelegene Löweneck mit öffentlichen Einrichtungen, Geschäften und Wohnungen. 1996 begann ein Sanierungsprogramm für die Ortsmitte, in dessen Folge 2001 auch das Rathaus und 2004 die Bahnhofstraße saniert wurden.

### Entstehung der heutigen Gemeinde im Überblick
- Am 1. Juli 1970 vereinigte sich Zaberfeld mit Michelbach am Heuchelberg zur neuen Gemeinde Zaberfeld.[5]
- Am 1. Januar 1971 vereinigten sich Leonbronn und Ochsenburg zur neuen Gemeinde Burgbronn.[5]
- Am 1. Januar 1975 vereinigte sich Zaberfeld mit Burgbronn zur neuen Gemeinde Zaberfeld.[6]

## Religionen

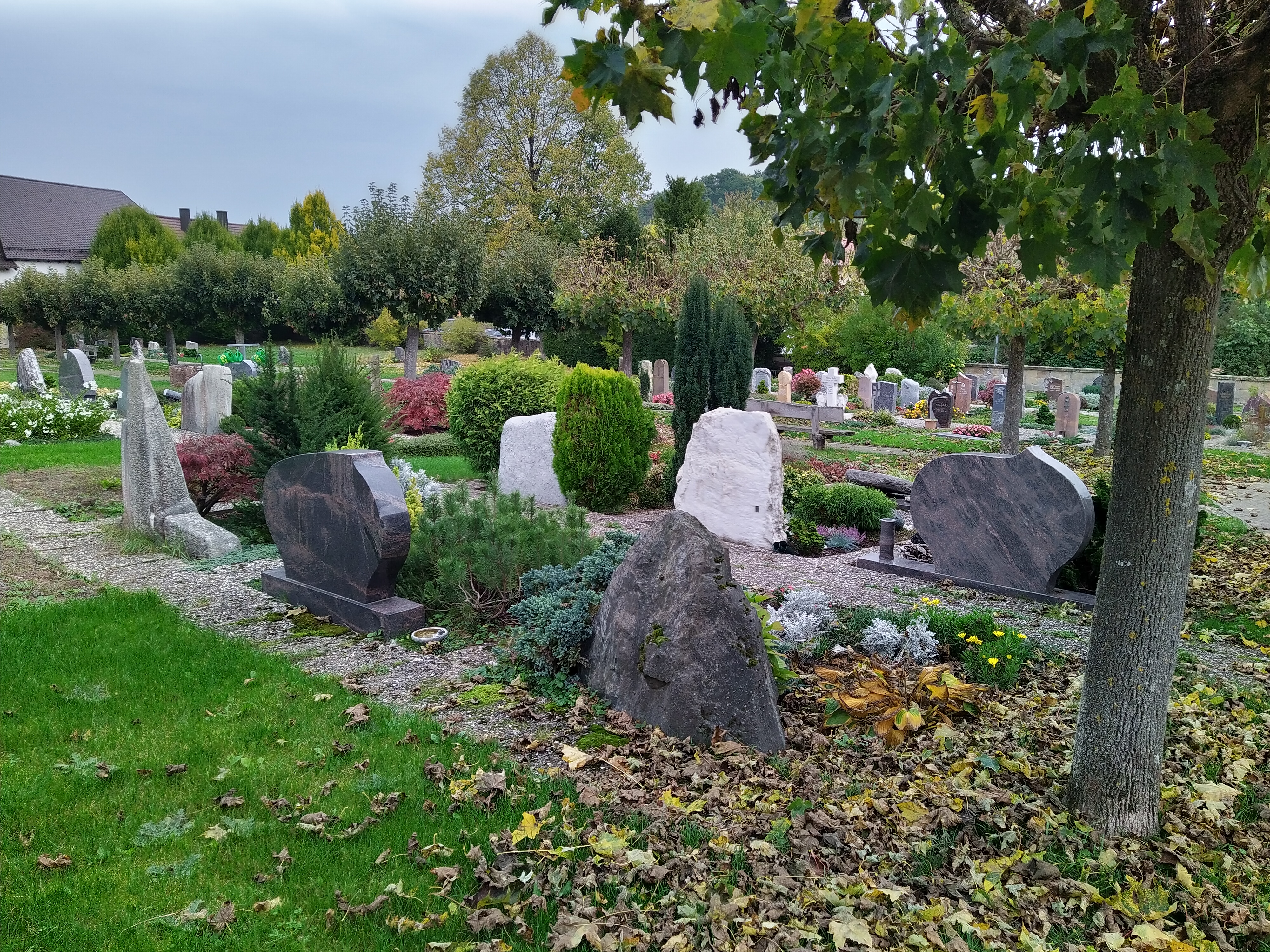
Friedhof Zaberfeld

In jedem der vier Ortsteile gibt es eine eigene evangelische Kirchengemeinde. Für die katholischen Christen ist die katholische Kirchengemeinde Hl. Dreifaltigkeit Güglingen zuständig.
Jüdische Gemeinde Zaberfeld: Juden wurden in Zaberfeld erstmals um 1745 durch die Sternenfelsische Ortsherrschaft aufgenommen: Durch den Zuzug von Söhnen und von auswärts stieg die Zahl der jüdischen Haushalte in württembergischer Zeit bis 1770 auf acht mit insgesamt 44 Personen an, die trotz eines entsprechenden noch im selben Jahr veröffentlichten württembergischen Erlasses nicht ausgewiesen wurden, deren Zahl sich jedoch aufgrund der Begrenzung der Familienzahl bis 1818 mit 47 Personen auch nicht mehr wesentlich erhöhte. Danach nahm die Gemeinde durch Ab- und Auswanderung allmählich ab. 1873 waren es noch 33 Juden, 1900 noch 24, 1933 noch 13, die größtenteils im Zuge von Deportationen 1940–1942 zu Tode kamen.

## Politik

### Gemeinderat

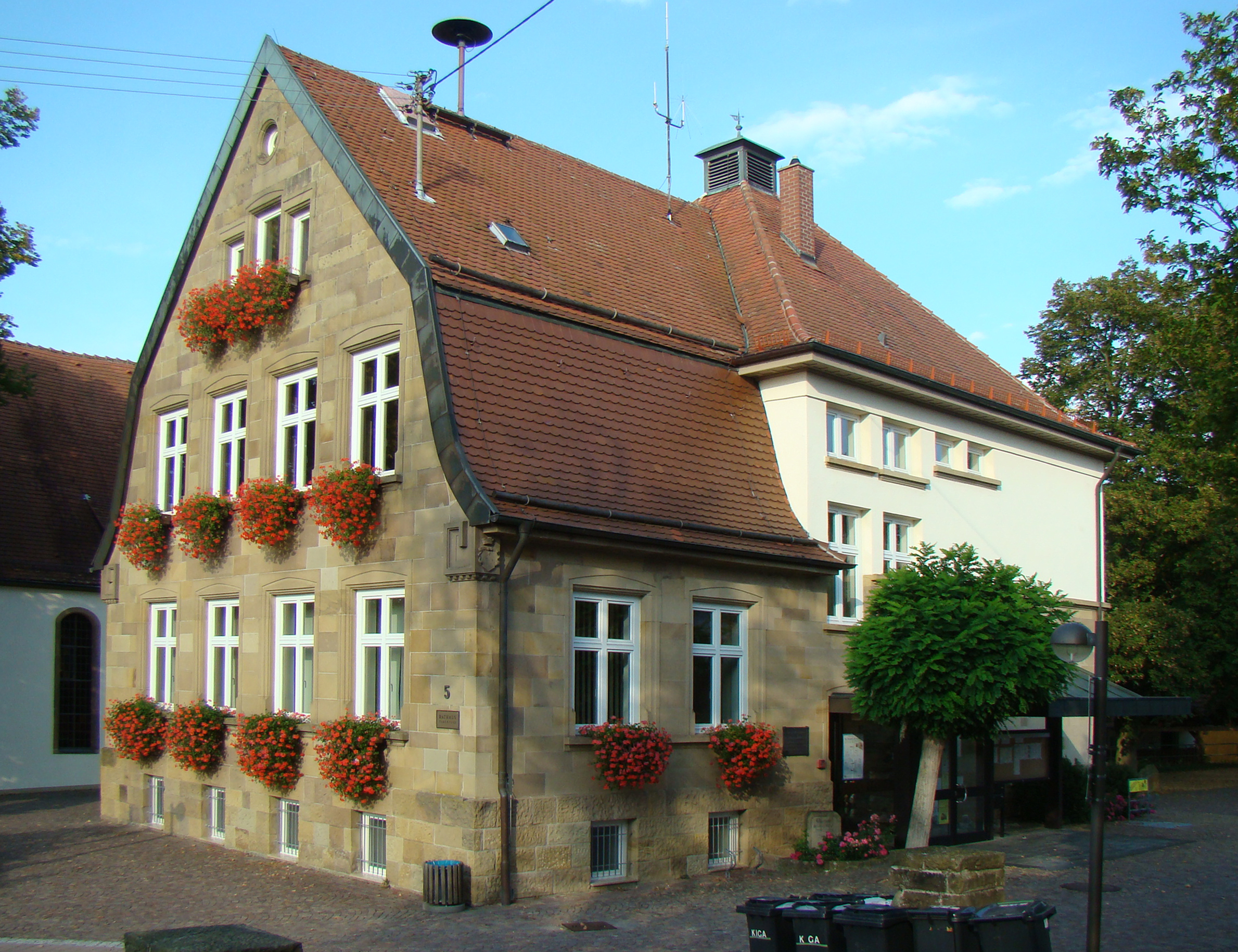
Rathaus Zaberfeld

In Zaberfeld wird der Gemeinderat nach dem Verfahren der unechten Teilortswahl gewählt. Dabei kann sich die Zahl der Gemeinderäte durch Überhangmandate verändern. Der Gemeinderat besteht ab 2024 aus den 15 gewählten ehrenamtlichen Gemeinderäten und der Bürgermeisterin als Vorsitzende. Die Bürgermeisterin ist im Gemeinderat stimmberechtigt.
Die Kommunalwahl am 9. Juni 2024 führte zu folgendem Endergebnis.
| Parteien und Wählergemeinschaften | Parteien und Wählergemeinschaften | % 2024  | Sitze 2024 | % 2019  | Sitze 2019 |
| FWV                               | Freie Wählervereinigung           | 45,81   | 7          | 56,5    | 7          |
| UWV                               | Unabhängige Wählervereinigung     | 45,93   | 7          | 43,5    | 6          |
| AfD                               | Alternative für Deutschland       | 8,26    | 1          | –       | –          |
| gesamt                            | gesamt                            | 100,0   | 15         | 100,0   | 13         |
| Wahlbeteiligung                   | Wahlbeteiligung                   | 65,12 % | 65,12 %    | 63,52 % | 63,52 %    |

### Bürgermeister
Der Bürgermeister wird für acht Jahre direkt gewählt.
- 1970–2000: Wulf-Karl Krafft
- 2000–2009: Thilo Michler
- 2009–2020: Thomas Csaszar[8]
- ab 2020: Diana Danner[9][10] (parteilos)[11]

### Wappen und Flagge
Die Blasonierung des Zaberfelder Wappens lautet: In Blau aus dem Unterrand emporkommend ein beiderseits mit Flankenmauern versehener goldener Zinnenturm (Burg), belegt mit einem sinkenden siebenstrahligen roten Stern auf zweistufigem blauem Fels. Die Flagge der Gemeinde ist Gelb-Blau.

Aktuelles Wappen Zaberfelds
Wappen bis 1970
Wappen 1970 bis 1974
Wappen Burgbronns 1972 bis 1974 (Rekonstruktion)

Das ursprüngliche Wappen von Zaberfeld ist das redende Wappen der Familie von Sternenfels, die den Ort bis 1749 als württembergisches Lehen besaß. Seine Blasonierung lautet: In Rot auf einem dreistufigen mauerartigen goldenen Felsen ein siebenstrahliger goldener Stern. Die Farben weichen zum Zwecke der Unterscheidung vom Familienwappen ab und gehen auf einen Vorschlag der württembergischen Archivdirektion von 1938 zurück. Dieses Wappen und die Flaggenfarben Gelb-Rot wurden der Gemeinde am 22. Februar 1963 vom baden-württembergischen Innenministerium verliehen.
Nach der Vereinigung mit Michelbach am Heuchelberg am 1. Juli 1970 erhielt Zaberfeld ein neues Wappen, das den Felsen und den Stern aus dem alten Zaberfelder Wappen mit zwei silbernen Monden aus dem Wappen Michelbachs kombinierte. Die Blasonierung des neuen Wappens lautete: In Rot auf einem zweistufigen, mauerartigen goldenen Felsen ein sinkender siebenstrahliger goldener Stern, darüber beiderseits je ein abgekehrter silberner Mond. Die Flaggenfarben blieben Gelb-Rot.
Die heutigen Zaberfelder Ortsteile Leonbronn und Ochsenburg bildeten vom 1. Januar 1971 bis zum 1. Januar 1975 die Gemeinde Burgbronn. Diese führte ein Wappen mit folgender Blasonierung: In Blau ein aus dem Unterrand wachsender, beiderseits mit Flankenmauern versehener goldener Zinnenturm (Burg), belegt mit einem nach oben weisenden grünen Lindenblatt. Die Burgbronner Flaggenfarben waren Gelb-Blau.
Nach der Vereinigung Zaberfelds mit Burgbronn zur neuen (dritten) Gemeinde Zaberfeld wurde der Gemeinde am 15. August 1977 vom Landratsamt des Landkreises Heilbronn zusammen mit den Flaggenfarben Gelb-Blau ihr jetziges Wappen verliehen, das die den Ortsnamen Burgbronn symbolisierende „Burg“ aus dem Burgbronner Wappen mit dem Wappensymbol der Herren von Sternenfels kombiniert, die in allen Zaberfelder Ortsteilen Lehensbesitz gehabt hatten.

## Kultur und Sehenswürdigkeiten
Zaberfeld liegt an der Württemberger Weinstraße, die an vielen Sehenswürdigkeiten vorbeiführt.

### Bauwerke
- Die evangelische Pfarrkirche Sankt Mauritius in Zaberfeld[15] geht auf einen Bau aus dem 13. Jahrhundert zurück. Der nach Osten ausgerichtete Chor wurde 1505 von Baumeister Hans Wunderer ergänzt.
- Das Zaberfelder Schloss entstand als Renaissancebau 1587 bis 1619 mit geschweiftem Nordgiebel, erhielt 1712 ein Barockportal an der Ostseite und diente zeitweilig als Pfarrhaus, bevor es im Jahr 2000 zu einem Wohnhaus umgebaut wurde. Zwischen Schloss und Kirche befindet sich das historische Rathaus.

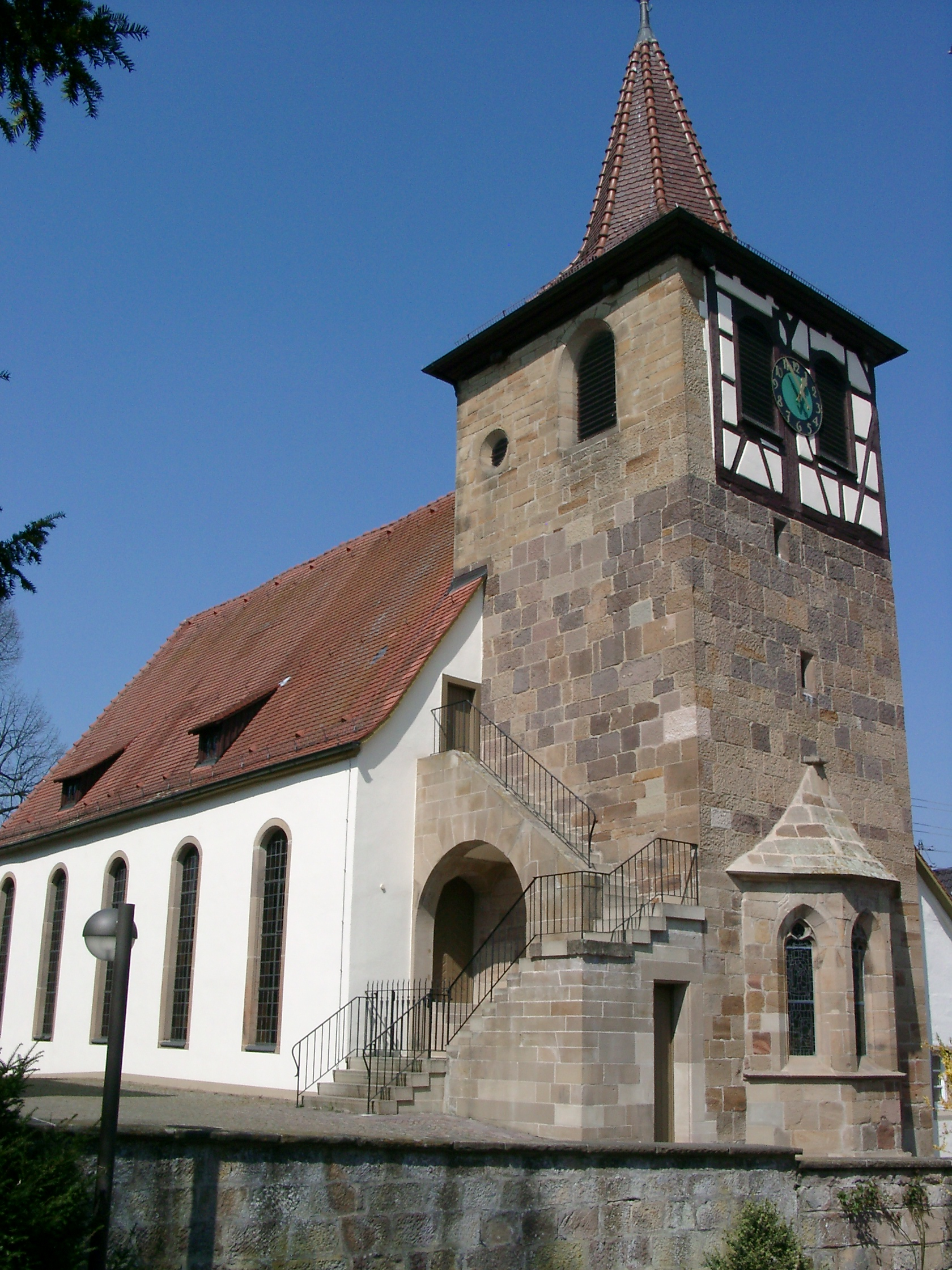
Pfarrkirche Sankt Mauritius
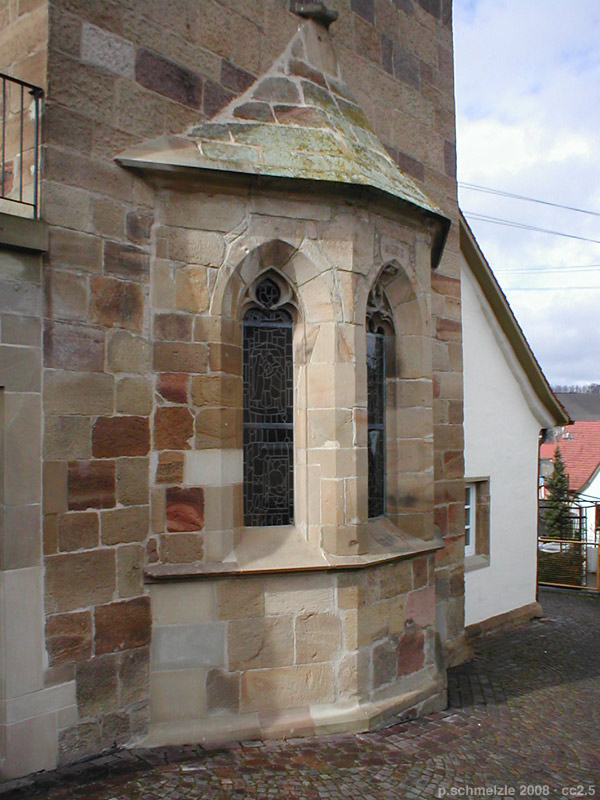
Chor von Hans Wunderer
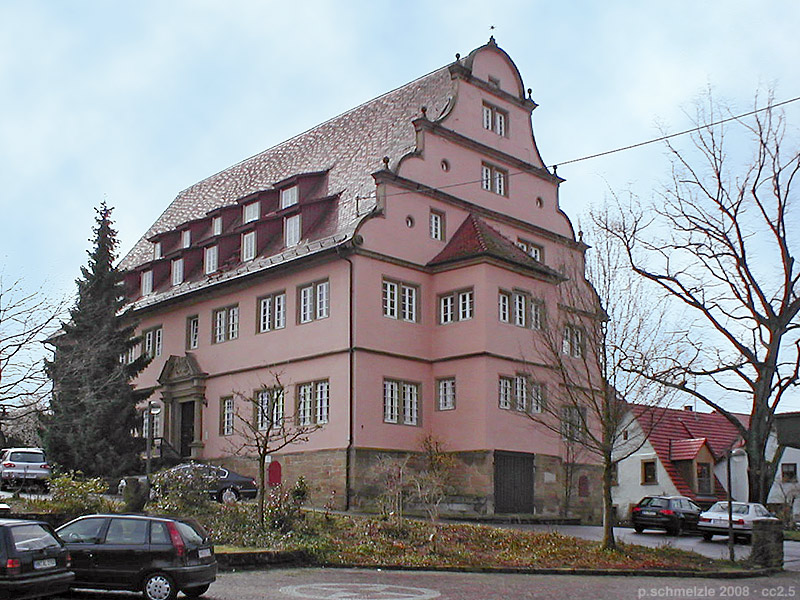
Schloss Zaberfeld

- An der Hauptstraße von Zaberfeld befindet sich seit 2005 die Plastik Am Rande mittendrin des Bildhauers Darko Gol aus Corten-Stahl mit einer Edelstahlscheibe. Die vier oberen Spitzen symbolisieren die vier Ortsteile von Zaberfeld, die drei unteren Ecken die drei angrenzenden Landkreise. Weitere Skulpturen des in Zaberfeld lebenden Gol sind am Ortsausgang Richtung Leonbronn und an der Ehmetsklinge aufgestellt. Im Löweneck befindet sich der Bacchusbrunnen der Güglinger Bildhauerin Ursula Stock von 1993, ebenso von ihr, der auf der gegenüberliegenden Straßenseite befindliche Pferdekopf, beim Rathaus ist die Figurengruppe Nachbarin mit zwei Kindern des Winnender Bildhauers Martin Kirstein zu sehen.

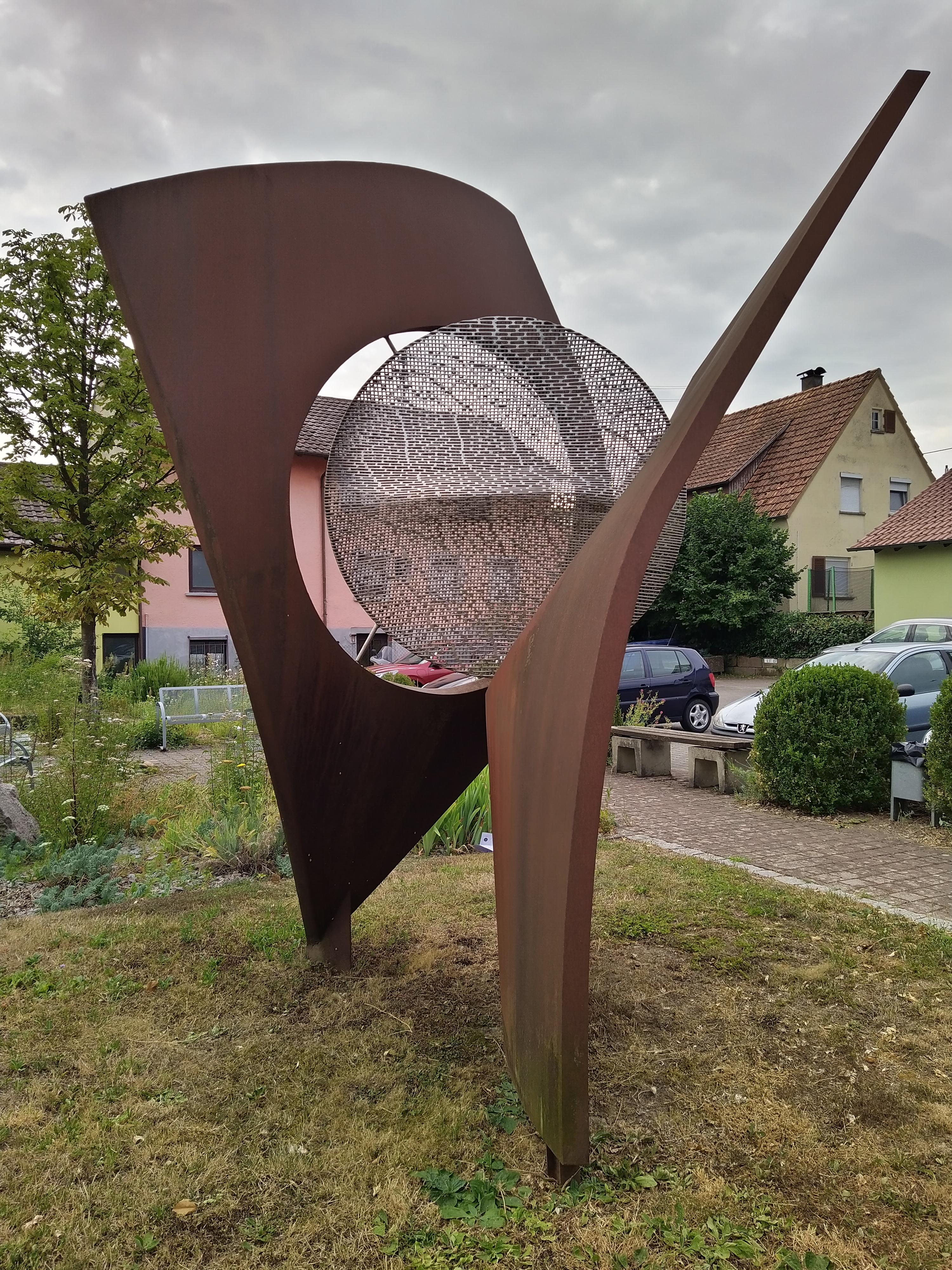
Plastik „Am Rande mittendrin“
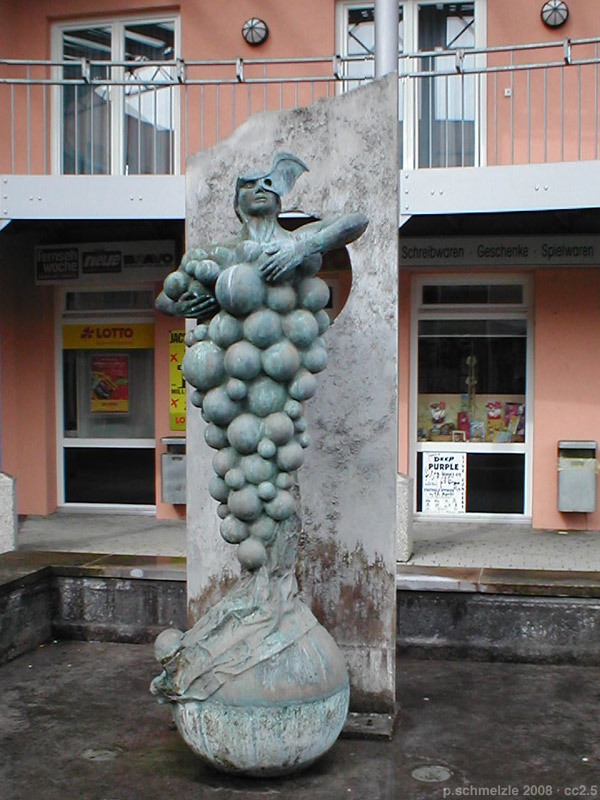
Bacchusbrunnen im Löweneck
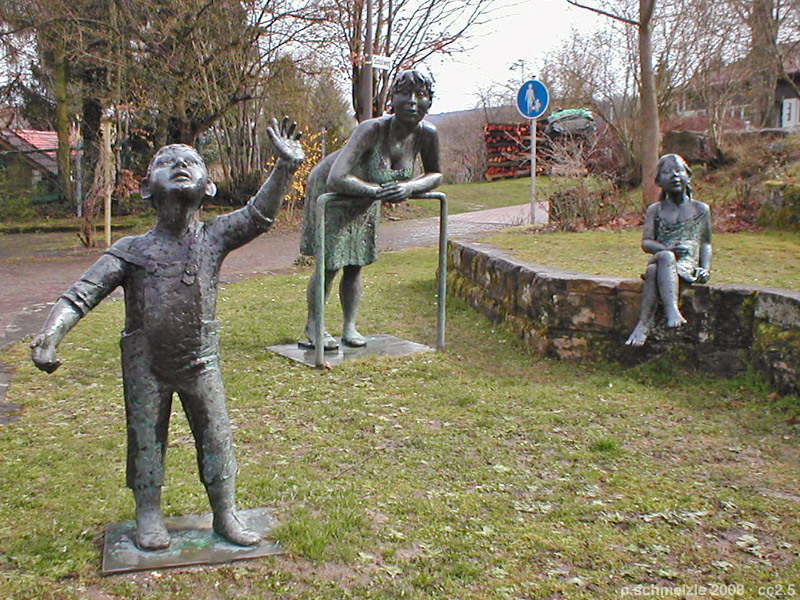
Figurengruppe „Nachbarin mit zwei Kindern“ beim Rathaus
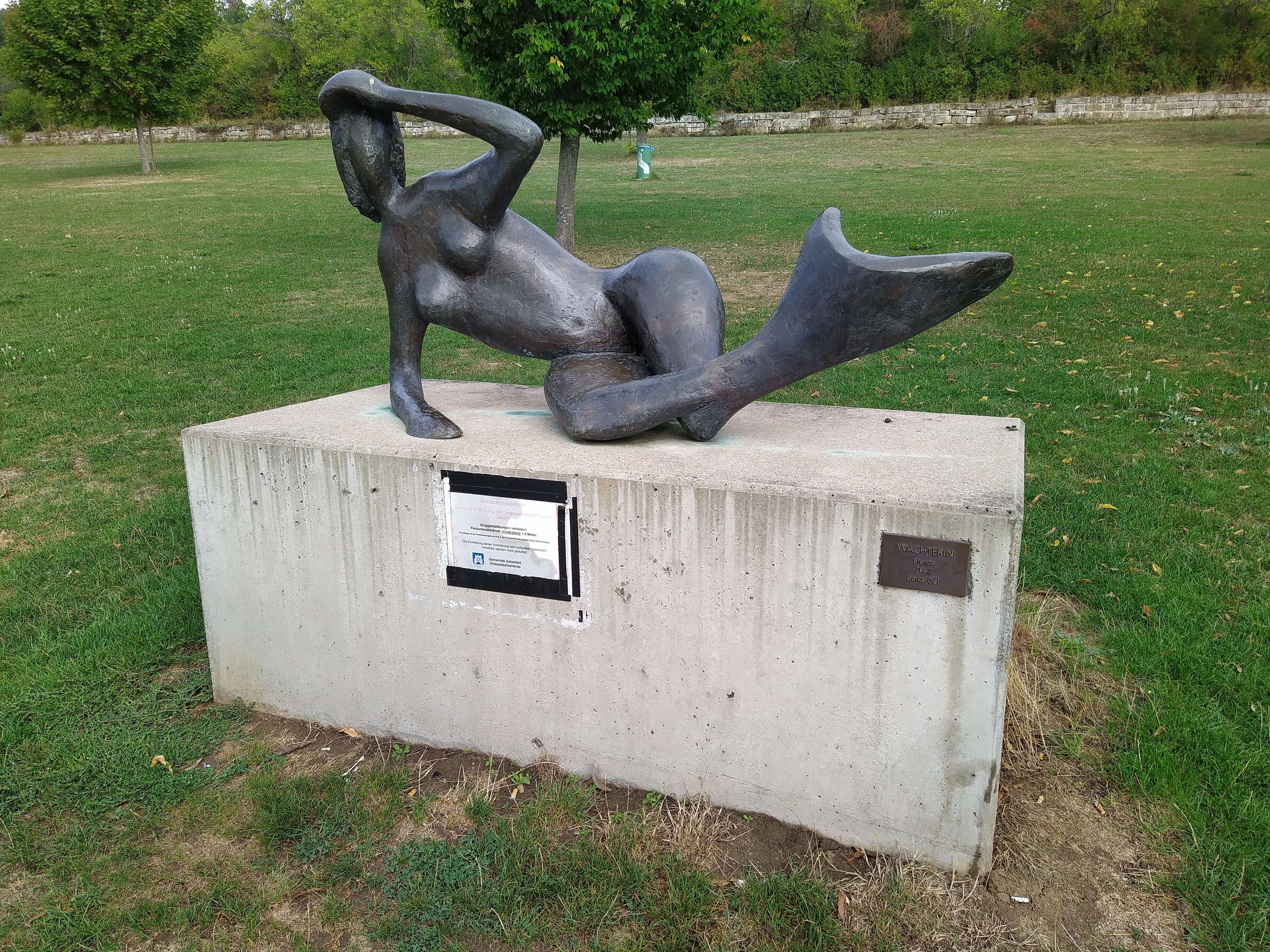
Bronzefigur „Wächterin“ bei der Ehmetsklinge

### Sport und Freizeit

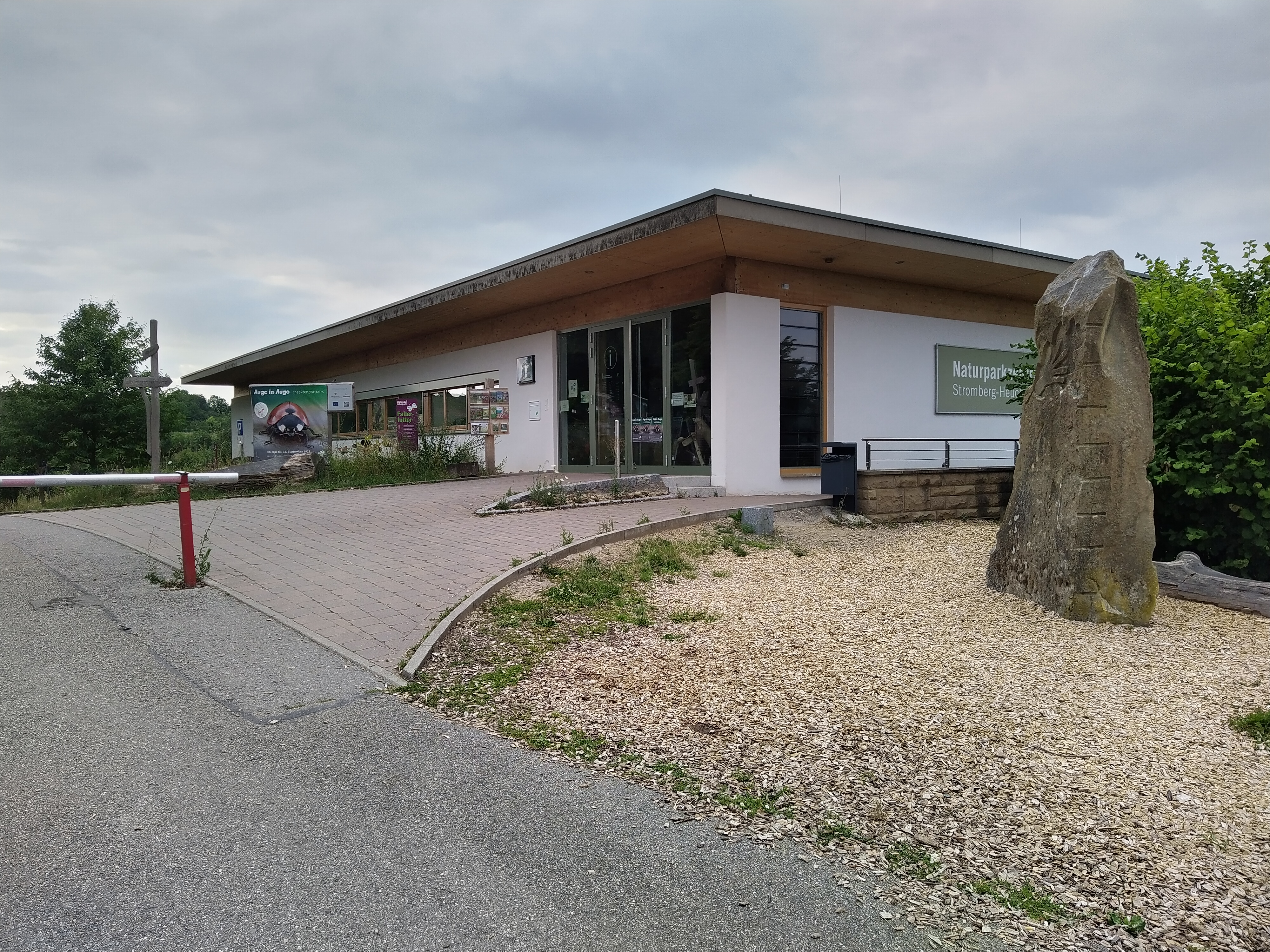
Naturparkzentrum Stromberg-Heuchelberg

Die gesamte Gemeinde liegt im Naturpark Stromberg-Heuchelberg. Ein beliebtes Ausflugsziel ist der zum Zwecke des Hochwasserschutzes erbaute, 1969 fertiggestellte und 2000/2001 erweiterte Zaber-Stausee Ehmetsklinge, der im Sommer als Badesee dient. Ein weiterer Badesee ist der Katzenbachsee, der bereits auf Pfaffenhofener Gemarkung liegt (bzw. auf der Gemarkung von Weiler an der Zaber), aber Zaberfeld fälschlicherweise zugerechnet wird.

## Wirtschaft und Infrastruktur
Größter Arbeitgeber Zaberfelds ist (Stand 2009) der Automobilzulieferer Magna, dessen Tochterunternehmen Magna Donnelly Zaberfeld GmbH (ehemals Zipperle) in einem seit 1965 bestehenden Werk mit rund 230 Mitarbeitern Sonnenblenden herstellt. Im November 2009 wurde bekannt, dass Magna das Zaberfelder Werk wegen hoher Verluste schließen will. Das Werk wurde inzwischen geschlossen.

### Weinbau

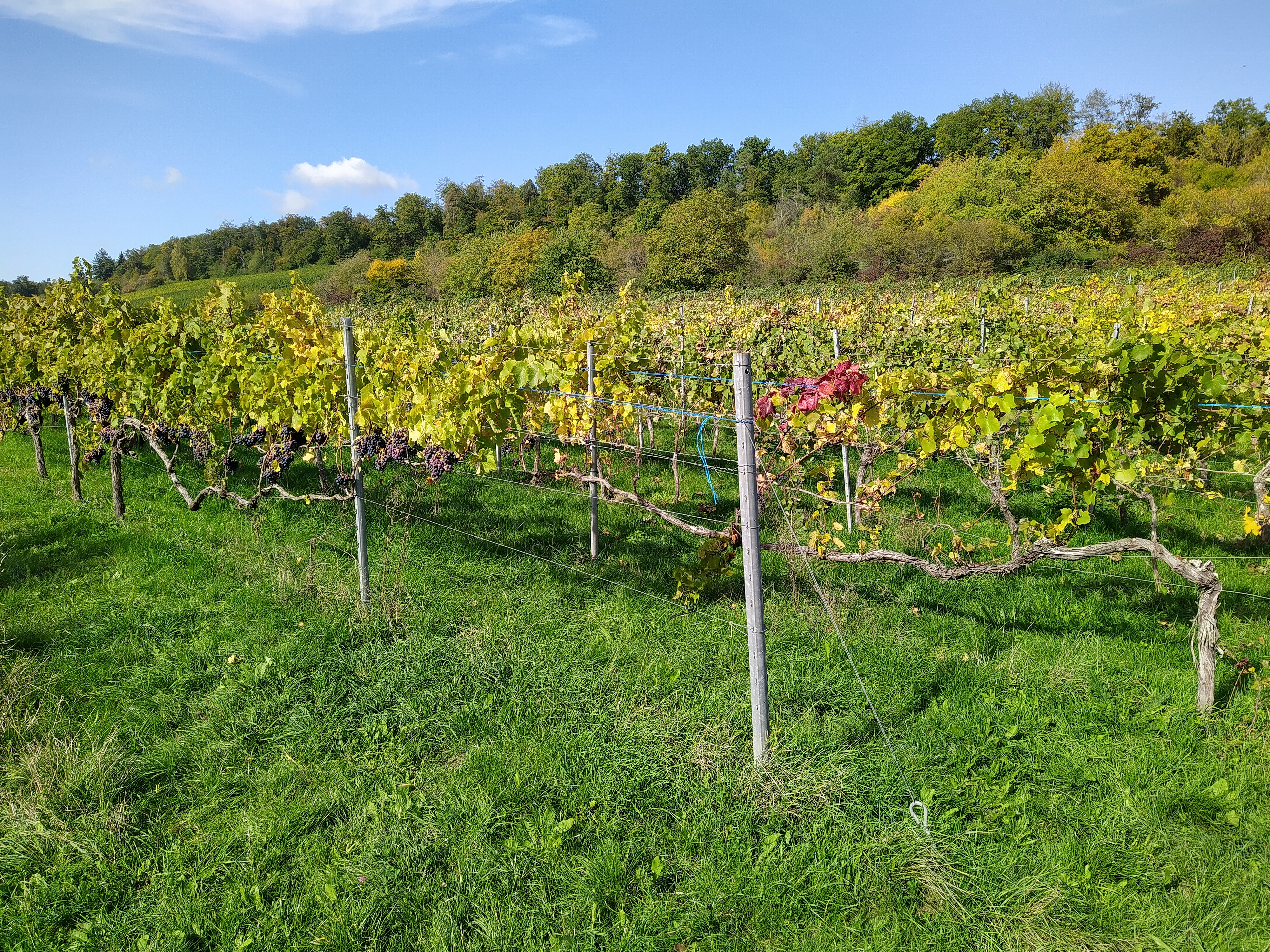
Weinreben nahe der Ehmetsklinge

In Zaberfeld wird auf rund 50 ha Weinbau betrieben. Die Lagen gehören zur Großlage Heuchelberg im Bereich Württembergisch Unterland des Weinbaugebietes Württemberg. An der Ehmetsklinge ist ein Weinlehrpfad angelegt.

### Verkehr
Anschlüsse an das Fernstraßennetz bestehen in Lauffen am Neckar und Kirchheim am Neckar (B 27). Der öffentliche Nahverkehr im Verkehrsverbund H3NV wird von Bussen gewährleistet. Anschluss an das Schienennetz besteht ebenfalls in Lauffen am Neckar und Kirchheim am Neckar (Frankenbahn).
1901 erreichte die von Lauffen am Neckar ausgehende Zabergäubahn Zaberfeld und den Endbahnhof Leonbronn. Die Königlich Württembergischen Staats-Eisenbahnen erbauten die beiden Bahnhofsgebäude als Einheitsbahnhöfe vom Typ IIa. Die Strecke wurde 1986 im Personenverkehr und 1995 im Güterverkehr stillgelegt. Der Landkreis Heilbronn verfolgt seit den 1990er Jahren die Reaktivierung als Stadtbahnstrecke und damit an den Anschluss von Zaberfeld an das Netz der Stadtbahn Heilbronn. Eine Wiederinbetriebnahme des letzten Abschnitts bis Leonbronn ist nicht mehr vorgesehen.

### Medien
Über das Geschehen in Zaberfeld berichtet die Tageszeitung Heilbronner Stimme in ihrer Ausgabe W, Landkreis West, sowie das Gemeindeeigene Amtsblatt.

### Bildung
Für alle vier Ortsteile gibt es in Zaberfeld eine gemeinsame Grundschule.

## Persönlichkeiten

### Söhne und Töchter der Gemeinde
- Christian Gotthold Engelmann (1787–1847), geboren in Ochsenburg, Apotheker und Chemiefabrikant

### Ehrenbürger
- Gerhard Aßfahl (1904–2007), Pädagoge und Heimatforscher
- Wulf-Karl Krafft (* 1944), langjähriger Bürgermeister Zaberfelds[22]

### Personen, die mit der Gemeinde verbunden sind
- Darko Gol (* 1954), Bildhauer, lebt und arbeitet in Zaberfeld